# Oskar von Watter
Oskar Freiherr von Watter, né le 2 septembre 1861 à Ludwigsbourg, mort le 23 août 1939 à Berlin, est un officier général allemand.

## Biographie
Oskar von Watter naît au sein d'une famille de la vieille aristocratie poméranienne. La carrière militaire de Watter commence par sa nomination, le 14 avril 1879, en tant que second lieutenant dans le 13e régiment d'artillerie de campagne (de) de l'armée wurtembergeoise à Ulm. Après avoir suivi une formation d'état-major général à l'Académie de guerre prussienne, il est promu premier-lieutenant le 16 juin 1888 et capitaine le 14 septembre 1893. Il sert ensuite à l'état-major de la 31e division d'infanterie à Strasbourg et, à partir du 20 juin 1895, à l'état-major de la 26e division d'infanterie à Stuttgart. En 1899, il est muté comme instructeur à l'école de tir d'artillerie de campagne et d'artillerie à pied de Jüterbog. En 1901, il retourne au service d'état-major général, désormais au 13e corps d'armée à Stuttgart. Il y est promu major le 18 mai 1901. Il sert ensuite comme commandant de section dans le 29e régiment d'artillerie de campagne à Louisbourg, dans le 52e régiment d'artillerie de campagne à Königsberg et enfin, de 1907 à 1909, dans le 11e régiment d'artillerie de campagne à Fritzlar. C'est dans ce régiment qu'il est promu lieutenant-colonel le 19 décembre 1907. Comme il s'est engagé avec succès pour la construction d'un office des vivres de l'armée à Fritzlar, la ville le fait citoyen d'honneur en 1908. Le 20 avril 1909, il est nommé commandant du 34e régiment d'artillerie de campagne à Metz.
En avril 1913, von Watter reçoit le commandement de la 10e brigade d'artillerie de campagne, stationnée à Posen, et garde cette fonction jusqu'au 3 mars 1915. C'est à la tête de cette brigade que combat von Watter en France, durant les premières phases de la Première Guerre mondiale. Puis il prend le commandement de la 54e division d'infanterie, d'abord sur le front de l'Est jusqu'à fin de 1915 dans le secteur du Narew, puis sur le front de l'Ouest, où son unité participe à la bataille de Verdun en 1916 puis au Chemin des Dames en 1917. Il quitte sa division le 5 mars 1918, peu avant le déclenchement de l'offensive du printemps.
Sa valeur militaire est récompensée le 23 décembre 1917, lorsqu'il reçoit la croix « Pour le Mérite ». Jusqu'au 11 novembre 1918, il intègre l'état-major du 26e corps de réserve. Quelques jours avant l'armistice, il reçoit les feuilles de chêne pour sa croix « Pour le Mérite ».
Sur ordre du gouvernement, il prend la tête d'un ensemble d'unités de la Reichswehr et de Freikorps et se dirige le 2 avril 1920 dans la Ruhr, afin d'y mater le soulèvement bolchevique qui s'y déroule. Après une répression sanglante et plus d'un millier d'exécutions perpétrées à l'encontre des insurgés, von Watter publie un ordre selon lequel, à compter du 12 avril, tout « comportement illégal » (en allemand : gesetzwidriges Verhalten) serait puni de mort ; cet ordre intervient neuf jours après que le Président du Reich Friedrich Ebert a interdit les tribunaux sommaires. Sur son initiative, on fera ériger en 1934 un mémorial au sud du château de Horst (de) à Essen, rendant hommage aux combattants des corps francs tombés lors de la répression de l'insurrection.
Le plus haut grade atteint est celui de Generalleutnant. Il est enterré au cimetière des Invalides de Berlin.

## Décorations
- Pour le Mérite avec feuilles de chêne
  - Pour le Mérite, le 23 décembre 1917
  - Feuilles de chêne le 3 novembre 1918

(Liste non exhaustive)